# Astrid Borger
Astrid Ingeborg Borger, ursprungligen Rudberg, född 19 juni 1912 i Sollefteå, död 21 oktober 1985 i Grödinge församling, var en svensk översättare och journalist. Fram till och med 1982 hade hon översatt en bra bit över 100 romaner, i huvudsak från engelska men även från norska, danska och i några fall franska och tyska.

## Biografi
Borger föddes 1912 i Sollefteå. Hon var enda barnet till Hildegard Hjertquist och Svante Rudberg. Fadern var kapten vid Norrlands trängbataljon, och modern var lärarinna i engelska. Familjen flyttade till Sala när Borger var i tonåren. Efter faderns bortgång flyttade mor och dotter till Nyköping. 1932 tog Borger studentexamen i Nyköping, och började studera tyska, engelska och litteraturhistoria vid Frans Schartaus Handelsinstitut. Hon studerade även stenografi vid institutet.
Sin yrkesmässiga karriär började Borger som journalist. Hon frilansade för Åhlen & Åkerlund under 1940-talet, och arbetade för internationella tidningar. Under pseudonymen Antonia skrev hon kåserier i Hela världen. 1946 gav hon ut sagoboken Tomtebisse och Tomtebosse. Som karriär åtog sig Borger sina första uppdrag under början av 1950-talet. Under 1950-talet översatte hon mellan sex och åtta böcker om året, och därutöver noveller och artiklar för bland annat Expressen samt olika veckotidningar. Första böckerna hon översatte var översättningar från engelska, såsom Phyllis Matthewmans Mr Jones gör ett fynd, som gavs ut på Lindqvists förlag 1950. Samma år gavs även James Hiltons Catherine ut på samma förlag.
Inledningsvis översatte Borger framförallt barn- och ungdomslitteratur, och även fortsattningsvis översatte hon i huvudsak populärlitteratur. Hon översatte bland annat Julie Tathams och Helen Wells serie om sjuksköterskan Cherry Ames, omfattande över 20 romaner mellan 1956 och 1966. Hon översatte även Enid Blytons Hemliga sjuan-böckerna, samt John Dickson Carrs Släkten är värst (1958). Andra tidiga sådana exempel är Mark Twains En yankee vid kung Arthurs hov (1953) och Catherine Gaskins Sara Dane (1955). Att hon i huvudsak översatte populärlitteratur samt barn- och ungdomslitteratur gjorde att hennes översättningar sällan recenserades eller anmäldes av litteraturkritiker.
Borger var även mycket kunnig i frågor som rör Paris, och 1961 vann hon Tiotusenkronorsfrågan med Paris som tema. Detta gjorde att hon ofta intervjuades i dags- och veckotidningar, med smeknamnet "Madame Borger". I en del av artiklarna berörs det att hon också översatte böcker. Svenska Dagbladet skriver i oktober 1961 att hon var en "hemmafru med två barn som mellan mat, disk och städning roar sig med att översätta romaner och noveller från engelska." Tack vare vinsten i Tiotusenkronorsfrågan föreläste och skrev hon mycket om Paris, vilket gjorde att hon översatte något färre romaner under 1960-talet än under 1950-talet. Det bidrog dock även till att hon fick romaner med högre litterära anspråk, från delvis nya förlag för henne, såsom Bra Böcker, Bokförlaget Trevi och Bonniers. Hon översatte där bland annat Marcus Lauesens Mor (1963) och Monique Wittigs Opoponax (1966). Borgers översättning av Oscar Wildes Dorian Grays porträtt gavs ut i nyutgåva så sent som på 2010-talet, en översättning från 1962 som har setts som standardöversättningen av verket. Hennes översättning av Dorian Grays porträtt innebar en något språklig förenkling, eventuellt ett resultat av hennes bakgrund som översättare av mycket barn- och populärkultur.
Borger gifte sig 1939 med Gösta Borger (1915–1985), ingenjör, och de bosatte sig i Botkyrka landskommun. Journalisten och redaktören Lisbeth Borger-Bendegard var dotter till paret. De är alla gravsatta på Nya kyrkogården i Grödinge.